# Шамшев, Семён Васильевич
Семён Васильевич Шамшев (?—1842) — полковник, участник войн против Наполеона.

## Биография
Происходил из дворян Новгородской губернии. Служил по армейской пехоте.
В чине подполковника Московского мушкетёрского полка принимал участие в кампании 1805 года в Австрии и 21 марта 1806 года награждён золотой шпагой с надписью «За храбрость».
Вслед за тем он сражался с французами в Восточной Пруссии и 26 апреля 1807 года награждён орденом св. Георгия 4-й степени (№ 762 по кавалерскому списку Судравского и № 1777 по списку Григоровича — Степанова)
В воздаяние отличного мужества и храбрости, оказанных в сражении против французских войск 26 и 27 января при Прейсиш-Эйлау, где с командуемым полком храбро и неустрашимо ударил в штыки и поразил неприятеля.
В 1812 году Шамшев, в чине полковника, принимал участие в Отечественной войне.
По сформировании в начале 1813 года Тарутинского пехотного полка Шамшев 21 мая был назначен его первым командиром, а с 20 июня 1815 года был его шефом. Всё это время Тарутинский полк стоял в Москве, составляя вместе с Бородинским полком, гарнизон города.
20 марта 1816 года Шамшев вышел в отставку и скончался 29 апреля 1842 года.